# Roland Zimmermann (Physiker)
Roland Zimmermann (* 1942 in Olbernhau) ist ein deutscher theoretischer Festkörperphysiker.

## Leben
Roland Zimmermann studierte von 1962 bis 1967 Physik an der Humboldt-Universität Berlin und war anschließend von 1967 bis 1991 wissenschaftlicher Mitarbeiter am Zentralinstitut für Elektronenphysik (ZIE) der Akademie der Wissenschaften der DDR in Berlin. Dort wurde er 1972 mit einer Dissertation zur Exzitonentheorie promoviert.
Die Habilitation erfolgte 1987 mit einer Arbeit zur Vielteilchentheorie hochangeregter Halbleiter. Ab 1987 leitete Zimmermann die Arbeitsgruppe „Festkörpertheorie“ am ZIE. 1990 wurde er im Zuge der Demokratisierung der Physikalischen Gesellschaft der DDR zu einem der stellvertretenden Vorsitzenden gewählt und gestaltete die Vereinigung der Gesellschaft mit der Deutschen Physikalische Gesellschaft mit. 1991/1992 nahm Roland Zimmermann eine Vertretungsprofessur für Theoretische Physik an der Universität Dortmund wahr. Von 1992 bis 1996 leitete er die Max-Planck-Arbeitsgruppe „Theorie dimensionsreduzierter Halbleitersysteme“. Zimmermann war ab 1993 bis zu seiner Emeritierung 2008 ordentlicher Professor für Theoretische Physik an der Humboldt-Universität zu Berlin (Lehrstuhl für Halbleitertheorie).
In seiner Forschung widmete er sich der Vielteilchentheorie optischer Eigenschaften von Halbleitern, insbesondere den exzitonischen Effekten. In enger Zusammenarbeit mit experimentellen Gruppen wurden u. a. optische Kohärenz und der Einfluss von Unordnung in Halbleiter-Quantenstrukturen untersucht.

## Schriften (Auswahl)
- Roland Zimmermann: Many-Particle Theory of Highly Excited Semiconductors. Teubner, Leipzig 1987, ISBN 3-322-00493-7. (=Band 18, Teubner-Texte zur Physik)
- Roland Zimmermann, Klaus Kilimann, Wolf-Dietrich Kraeft, Dietrich Kremp, Gerd Röpke: Dynamical Screening and Self-Energy of Excitons in the Electron-Hole Plasma. In: physica status solidi (b), 90, 175 (1. November 1978), doi:10.1002/pssb.2220900119.
- Cornelius Fürst, Alfred Leitenstorfer, Alfred Laubereau, Roland Zimmermann: Quantum Kinetic Electron-Phonon Interaction in GaAs: Energy Nonconserving Scattering Events and Memory Effects. In: Physical Review Letters, Volume 78, Issue 19 (12 May 1997), doi:10.1103/PhysRevLett.78.3733.
- Wolfgang Langbein, Jørn M. Hvam, Roland Zimmermann: Time-resolved Speckle Analysis: A New Approach to Coherence and Dephasing of Optical Excitations in Solids. In: Physical Review Letters, Volume 82, Issue 5 (1 February 1999), doi:10.1103/PhysRevLett.82.1040.
- Axel Esser, Erich Runge, Roland Zimmermann, Wolfgang Langbein: Photoluminescence and Radiative Lifetime of Trions in GaAs Quantum Wells. In: Physical Review B, Volume 62, Issue 12 (15. September 2000), doi:10.1103/PhysRevB.62.8232.
- Francesca Intonti, Valentina Emiliani, Christoph Lienau, Thomas Elsaesser, Vincenzo Savona, Erich Runge, Roland Zimmermann, Richard Nötzel, Klaus H. Ploog: Quantum Mechanical Repulsion of Exciton Levels in a Disordered Quantum Well. In: Physical Review Letters, Volume 87, Issue 7 (13. August 2001), doi:10.1103/PhysRevLett.87.076801.
- Christoph Schindler, Roland Zimmermann: Analysis of the Exciton-Exciton Interaction in Semiconductor Quantum Wells. In: Physical Review B, Volume 78, Issue 4 (15 July 2008), doi:10.1103/PhysRevB.78.045313.